# Fabrice Santoro
Fabrice Santoro (født 9. december 1972 på Tahiti) er en fransk tennisspiller, der blev professionel i 1989. Han har igennem sin karriere vundet 5 single- og 24 doubletitler, og hans højeste placering på ATP's verdensrangliste er en 17. plads, som han opnåede i august 2001.

## Grand Slam
Santoros bedste Grand Slam resultat i singlerækkerne kom ved Australian Open i 2006. I doublerækkerne vandt han herredouble-titlen ved Australian Open med landsmanden Michaël Llodra i 2003 og 2004, og mixeddouble-titlen ved French Open i 2005 sammen med slovakken Daniela Hantuchová.